# Жамьянгийн Лхагвасурэн
Жамьянгийн Лхагвасурэн (16 марта 1912 — 13 мая 1982) — монгольский военный и политический коммунистический деятель, генерал-полковник (3.03.1961), министр обороны МНР (1959—1969), Герой МНР (1989, посмертно), «выдающийся военачальник Монголии XX века» (1999, посмертно).

## Биография
Родился на территории хошуна Дайчин (ныне сомон Сайхан аймака Булган) в семье военного чиновника; в семье, помимо него, был ещё один сын (его брат-близнец) и пять сестёр. Стал одним из первых учащихся школы писцов. 
В 20-летнем возрасте добровольно поступил на службу в Монгольскую народно-революционную армию, служил в 15-й кавалерийской дивизии; на службе проявлял большие успехи и решил связать свою жизнь с армией. В течение двух лет (1935—1937) получал военное образование в Москве, окончив курсы при Военно-политической академии имени В. И. Ленина. После их окончания до 1938 года продолжал служить на этих же курсах начальником группы монгольских курсантов. В 1935 году стал членом Монгольской народно-революционной (коммунистической) партии. 
По возвращении в Монголию в январе 1939 года назначен начальником Политического Совета и заместителем Верховного Главнокомандующего Монгольской Народно-революционной армии. Участвовал в сражениях на Халхин-Голе в 1939 году, будучи начальником оперативной группы по руководству монгольскими войсками и помощником командующего 1-й армейской группы Г. К. Жукова по монгольским войскам (были представлены тремя кавалерийскими дивизиями и бронедивизионом). Также участвовал в Хингано—Мукденской наступательной операции советско-японской войны против японской Квантунской армии и войск Маньчжоу-Го в 1945 году, исполняя должность заместителя командующего конно-механизированной группой генерал-полковника И. А. Плиева по монгольским войскам. 
В 1951 году окончил Военную академию им. М. Фрунзе в Москве. В 1939—1980 годах был членом Президиума ЦК и кандидатом в члены, а затем членом Политбюро ЦК Монгольской народно-революционной партии. В 1940—1947 годах был депутатом Малого хурала, а в 1951 году стал членом Великого государственного хурала. Был начальником Военного института в Улан-баторе, начальником Генерального штаба МНРА. 
С 1956 года возглавлял комитет по физической культуре и спорту, был первым президентом Национального олимпийского комитета Монголии. В 1959—1969 годах был министром по делам народных войск МНР (в 1968 году министерство переименовано в Министерство обороны МНР) и главнокомандующим Монгольской народно-революционной армии Монгольской Народной Республики; на этой должности предпринял существенную реорганизацию монгольских вооружённых сил, но после десяти лет работы в июле 1969 года был вызван на заседание Политбюро и после него отправлен в отставку; подробности этого события не обнародованы в Монголии до сих пор. 
Позже служил на протяжении двух лет чрезвычайным и Полномочным послом в Болгарии и Польше. Затем избран заместителем Председателя Президиума Великого народного хурала МНР, вновь был избран в члены ЦК МНРП. Вышел на пенсию в марте 1982 года в возрасте 70 лет и скончался спустя два месяца от сердечного приступа. Автор нескольких книг.
В 2012 году в Монголии торжественно отмечалось столетие со дня его рождения.

## Награды
Награды Монголии
- Герой МНР (1989, посмертно)
- Три ордена Сухэ-Батора (1959, 1966, 1982)
- Орден Полярной звезды (1947)
- Четыре ордена Красного Знамени (1939, 1941, 1945, 1957)
- Три ордена «За боевые заслуги» ((1946, 1952, 1962)
- Орден Трудового Красного Знамени (1972)
- Медали МНР
- Знак «Участнику боёв у Халхин-Гола»

Награды СССР
- Орден Октябрьской Революции (1967)
- Орден Суворова 2-й степени (8.09.1945)[4]
- Орден Красного Знамени (1943)
- Медаль «За победу над Германией в Великой Отечественной войне 1941-1945 гг.»
- Медаль «За победу над Японией»

Награды других государств
- Орден Югославской Народной Армии с лавровым венком
- Медали Польши, Болгарии, ГДР

## Сочинения
- Ж. Лхагвасүрэн Сэтгэлд шингэсэн он жилүүд[5], УБ ,УХГ,1984
- Ж. Лхагвасүрэн Олон жилийн зузаан нөхөрлөл, УБ, УХГ, 1975
- Ж. Лхагвасүрэн Халхын гол, УБ, УХГ, 1979
- Ж. Лхагвасүрэн Цэрэг эрийн замналаас, УБ, УХ, 1971
- Ж. Лхагвасурэн 40 лет совместной работы. // Военно-исторический журнал. — 1974. — № 3. — С.63-66.